# Аллахверенов, Азер Керим оглы
Азер Керим оглы Аллахверенов (азерб. Azər Kərim oğlu Allahverənov; род. 20 февраля 1972, Баку) — государственный и политический деятель Азербайджана. Депутат Милли Меджлиса Азербайджанской Республики VII созыва, член комитета по правам человека, член комитета по общественным объединениям и религиозным учреждениям связям Милли Меджлиса.

## Биография
Родился Азер Аллахверенов 20 февраля 1972 году в Баку.
В 1989 году завершил обучение в средней школе № 152. С 1990 по 1996 годы проходил обучение в Казанском государственном университете на историческом факультете. Получил специальность историк и преподаватель истории. С 1989 по 1990 годы являлся волонтёром, оказывал помощь Армии. В 2004 году защитил диссертационную работу по социальной философии, автор научных работ и целого ряда изданий по указанному направлению.
Свою трудовую деятельность начал в августе 1989 года. С 1989 по 1990 годы работал в Вычислительном центре Азербайджанского государственного аграрно-промышленного комитета. С 1993 по 1997 годы работал в Союзе молодежи Насиминского районного комитета, с 1994 года являлся заместителем председателя этого районного молодёжного комитета.
С 1997 по 1999 годы трудился в Благотворительном фонде по поддержки детей и молодёжи. С 1999 по 2001 годы входил в руководящий состав Азербайджанского Союза молодежи. С 2000 по 2004 годы работал в Международной организации «Жизнь», в дальнейшем занимал руководящие должности в этом общественном объединении. С 2007 по 2021 годы работал в научно-исследовательском центре при министерства молодёжи Республики Азербайджан.
Решением Президента Азербайджанской Республики от 28 апреля 2021 года был утверждён членом наблюдательного совета агентства государственной поддержки общественных организаций.

## Политическая деятельность
В 2024 году на парламентских выборах в Азербайджане, которые состоялись 1 сентября, одержал победу в четвёртом Сабунчинском избирательном округе № 29. Официально избран депутатом Милли Меджлиса Азербайджана седьмого созыва, первое заседание которого состоялось 23 сентября 2024 года. Член комитета по правам человека, член комитета по общественным объединениям и религиозным учреждениям Милли Меджлиса.

## Награды
- Медаль «Прогресс»;